# Detroit Metal City
Detroit Metal City (japonsky デトロイト・メタル・シティ, Detoroito Metaru Šiti) je černohumorná manga, kterou psal a kreslil Kiminori Wakasugi. Byla publikována od září 2005 do dubna 2010 v časopisu Young Animal nakladatelství Hakusenša, které ji později vydalo v deseti samostatných svazcích. Dvanáctidílná OVA série byla vydána 8. srpna 2008, téhož měsíce byl 23. srpna uveden do japonských kin hraný film od režiséra Tošia Leeho. Název mangy je odvozen od singlu „Detroit Rock City“ skupiny Kiss.

## Příběh
Negiši Sóiči je plachý a citlivý mladý muž, který sní o kariéře popového zpěváka. Jenže sny mu nevydělají peníze, a tak ve výsledku skončí jako zpěvák death metalové skupiny Detroit Metal City. Převlečen do kostýmu se z něj na pódiu stává Johannes Krauser II, pověstný pekelný terorista , který údajně zabil a znásilnil své rodiče a ve skupině začal hrát po propuštění z vězení. Negiši sice skupinou DMC a vším co představuje opovrhuje, nicméně nedaří se mu od toho odejít. Navíc v reálném životě stále častěji nemůže odolat probuzení svého démonického ega ve chvílích, kdy je iritovaný. Sice se snaží svoji účast v kapele utajit před svou rodinou a přáteli, ale se vzrůstající slávou DMC se to stává stále obtížnějším.